# Prodigal
Prodigal foi um banda estadunidense de Rock cristão com notável sucesso nos anos 80. Uma característica exclusiva da banda era o uso de três vocalistas diferentes com funções distribuídas de acordo com o estilo musical de cada música interpretada.
Prodigal obteve sucesso nas rádios cristãs com os hits "Invisible Man" (do álbum Prodigal), "Scene of the Crime" e "Emerald City" (do álbum Electric Eye) e "Future Now" e "Jump Cut" (do álbum Just Like Real Life). A banda também criou uma série de vídeos promocionais para os álbuns  Electric Eye e Just Like Real Life que foram destaque na Trinity Broadcasting Network.
Em abril de 2014, foi anunciado que todos os 3 álbuns da banda seriam remasterizados para uma edição especial limitada em comemoração ao 30º aniversário do álbum Electric Eye. Infelizmente, horas depois do anúncio público sobre a reedição, o vocalista e tecladista Loyd Boldman (que lutava contra um câncer de fígado há três anos) veio a falecer, no dia 22 de abril, vítima de um acidente vascular cerebral.

## Discografia
- 1982 - Prodigal
- 1984 - Electric Eye
- 1985 - Just Like Real Life
- 2014 - 30th Anniversary Limited Edition 3 CD Set